# Hershel Layton
El profesor Hershel Layton es un personaje de la franquicia Level-5. Protagonista de la saga profesor Layton, que actualmente cuenta con seis videojuegos, El profesor Layton y la villa misteriosa, El profesor Layton y la caja de Pandora, El profesor Layton y el futuro perdido, El profesor Layton y la llamada del espectro, El profesor Layton y la máscara de los prodigios y El profesor Layton y el legado de los Ashalanti. Hershel Layton es profesor de arqueología de la universidad de Gressenheller. Tiene 37 años, va siempre acompañado de su aprendiz Luke, un niño alegre que aporta un toque de humor a la historia de Layton, en ocasiones también es acompañado por Flora. En la segunda trilogía, situada tres años antes cronológicamente, también es acompañado por Emmy Altava. En el tercer juego de la saga (El profesor Layton y el futuro perdido) se revela el pasado del profesor, quien comenzó a salir con Claire, quien era su pareja, hasta la fecha en la que un accidente en la máquina con la que estaba trabajando (pues era científica) acabó con su vida, aunque se revelarán más detalles en el mismo juego, además de la curiosa procedencia del sombrero del profesor.
Podríamos definir al profesor Layton como:
- Tenaz, ya que no se le resiste ni un solo puzle.
- Observador, muy observador, porque es capaz de deducir muchas cosas mirando los objetos.
- Noble, ya que está lleno de sentimientos gentiles y honrados.
- Inteligente, porque resuelve todos los misterios que se encuentra, por muy enrevesados que sean.
- Paciente.
- Elegante.
- Realista.
- Efectivo.
- Modesto, puesto que siempre achica sus virtudes y exagera sus errores.

Como se ha mencionado anteriormente, este hombre es muy inteligente, y le debe la mayoría de su aprendizaje a Andrew Schrader, su mentor, también profesor, que ha sido importante en diversos misterios, por no decir prácticamente clave, como es el caso en El profesor Layton y la caja de Pandora. Además, mientras Layton estudiaba, no sabía que se estaba codeando con un futuro archienemigo suyo, Paul, posteriormente conocido como don Paolo.  Otro de sus enemigos principales es el científico Jean Descole. En 'El Profesor Layton y El Legado de los Ashalanti se descubre que él es en realidad su hermano biológico.
Hershel Layton ha sido clave además en la mayoría de los casos de Scotland Yard, y en parte viceversa, pues el inspector Chelmey, acompañado de su ayudante Barton, han sido importantes a la hora de conseguir información en algunos misterios del profesor Layton, como en El profesor Layton y el futuro perdido. Además ayuda al Inspectro Camp Grosky en los juegos de El profesor Layton y la llamada del espectro, El Profesor Layton y la Máscara de los Prodigios y El Profesor Layton y el legado de los Ashalanti
Su aprendiz, Luke Triton, es un joven muy inteligente para su edad, que junto con el profesor han resuelto numerosos casos. En el cuarto juego (primero de la segunda trilogía) El profesor Layton y la llamada del espectro, muestra cómo se conocieron, pues su padre, Clarck Triton, resulta ser un buen amigo y compañero de la universidad de Layton.